# André Labatut
André Labatut (* 18. Juli 1891 in Bordeaux, Frankreich; † 30. September 1977 ebenda) war ein französischer Fechter und zweifacher Olympiasieger mit verschiedenen Waffen.

## Erfolge
Im Jahr 1920 bei den Olympischen Spielen in Antwerpen erreichte Labatut Silber mit der Florett-Mannschaft hinter dem italienischen Team und im Florett-Einzel den vierten Platz.
Bei den Olympischen Spielen 1924 in Paris gelang es ihm, sowohl mit der Florett-Mannschaft als auch mit der Degen-Mannschaft die Goldmedaille zu gewinnen.
Im Jahr 1928 bei den Olympischen Spielen in Amsterdam musste sich die französische Florett-Mannschaft mit Labatut wieder den Italienern geschlagen geben und erhielten Silber.
1930 reichte es bei der ersten Internationalen Meisterschaft in Lüttich für Degen-Mannschaften zu einer Bronzemedaille hinter den Teams von Belgien und Italien.